# اجاکس (ویرجینیای غربی)
اجاکس، غرب ویرجینیا (به انگلیسی: Ajax, West Virginia) یک منطقهٔ مسکونی در ایالات متحده آمریکا است که در ویرجینیای غربی واقع شده‌است.

## خصوصیات
اجاکس ۱۹۶٫۹ متر بالاتر از سطح دریا واقع شده‌است.